# 金鸡堰
金鸡堰位于中国浙江省宁波市鄞州区塘溪镇邹溪村，建于清雍正四年（1726年），为石堰，其上为梅溪，其下为大嵩江，用于阻咸（沙）、蓄淡、引水，由石条和石块砌成，原长21.5米，因两端被水田覆盖，现长12.35米，宽16.5米，高1.5米，与金鸡桥南北相距19.2米，东面8米处为金鸡堰的配套设施石弄碶，为三孔碶闸，用于引水入咸祥河，调节咸祥河水位，1994年11月以金鸡堰、金鸡桥公布为鄞州区文物保护单位（当时为鄞县文物保护单位）:425。